# Kurdwin Ayub

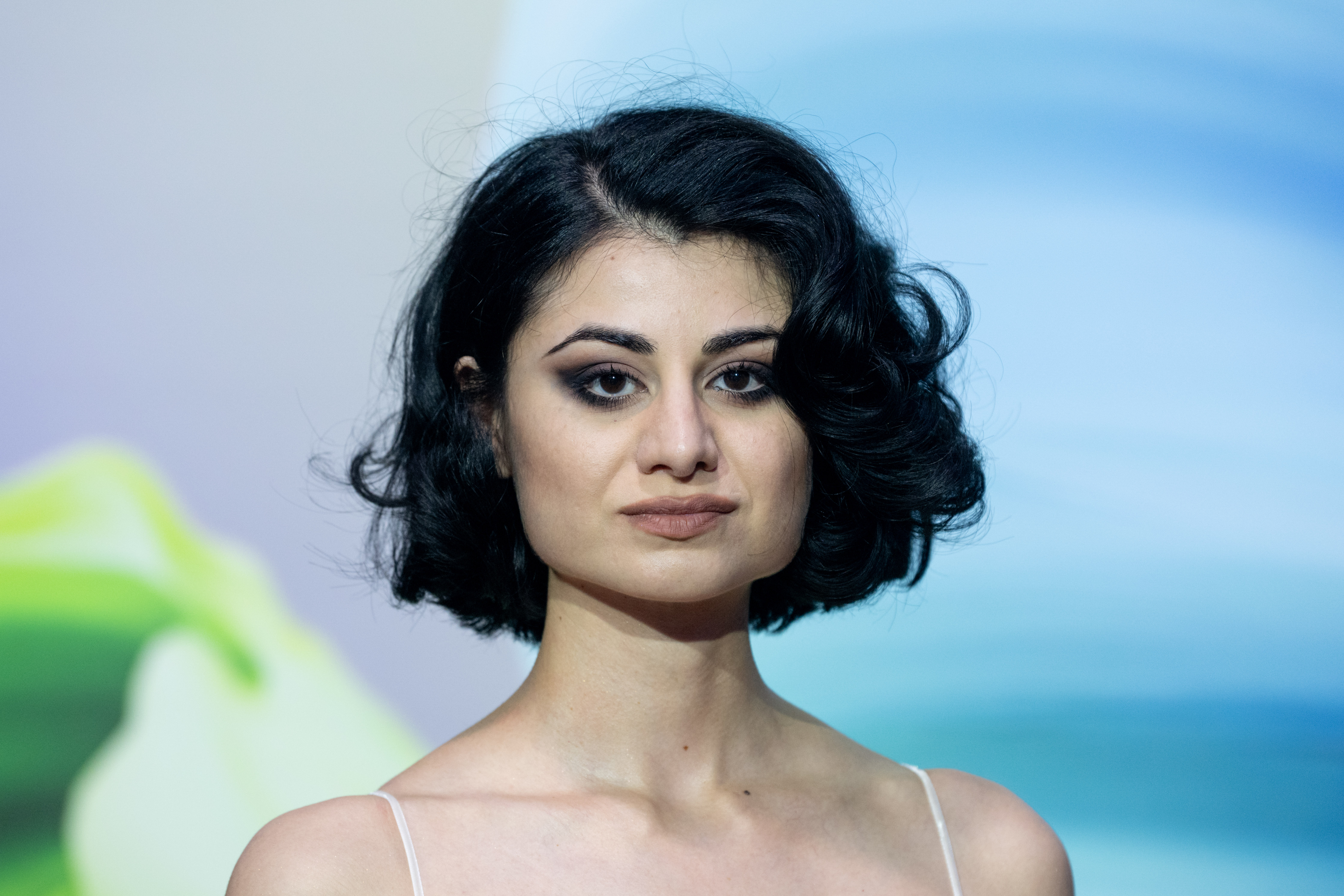
Kurdwin Ayub (2025)

Kurdwin Ayub (* 1990 in Dohuk, Irak) ist eine kurdisch-österreichische Regisseurin und Drehbuchautorin.

## Leben
Kurdwin Ayub wurde 1990 im Irak als Tochter eines Ärztepaares geboren. Nach der Flucht der Eltern wuchs Ayub in Wien auf. Von 2008 bis 2013 studierte Kurdwin Ayub Malerei und experimentellen Animationsfilm an der Universität für angewandte Kunst in Wien. Parallel dazu absolvierte sie ein Studium der performativen Kunst an der Akademie der bildenden Künste Wien. Seit 2010 nahm sie mit ihren Filmen an diversen Filmfestivals teil, darunter bei der Viennale, der Diagonale und dem Sevilla Festival de Cine Europeo. Für das Slash Filmfestival gestaltete sie den Festivaltrailer 2019.
Ihr erster Langspielfilm Sonne wurde auf der Berlinale uraufgeführt (Sektion «Encounters») und mit diversen Preisen ausgezeichnet, unter anderem mit einer Nomination für den Europäischen Filmpreis in der Kategorie «Europäische Entdeckung».
2022 widmeten die Internationalen Kurzfilmtage Winterthur ihre Sektion «Person im Fokus» Kurdwin Ayub. 2023 wurde sie in die Europäische Filmakademie aufgenommen.
Mit ihrem zweiten Langspielfilm Mond wurde sie 2024 zum Locarno Film Festival in den Wettbewerb um den Goldenen Leoparden eingeladen und gewann die zweitwichtigste Auszeichnung des Festivals, den Spezialpreis der Jury.
Im Januar 2025 fand an der Volksbühne am Rosa-Luxemburg-Platz die Uraufführung von Ayubs satirischem Theaterstück Weiße Witwe statt. Ayub inszenierte ihr Stück selbst. Es spielt im Jahr 2666 in einem islamisch gewordenen Europa, in dem die blutrünstige Herrscherin Aliah junge weiße Männer mordet.

## Filmografie
- 2015: Paradies! Paradies! (Dokumentarfilm)
- 2022: Sonne (Spielfilm)
- 2024: Mond (Spielfilm)

## Theater
- Weiße Witwe, Premiere in eigener Inszenierung im Januar 2025 an der Volksbühne am Rosa-Luxemburg-Platz. Gastspiele am Münchner Volkstheater[14] und im Rahmen der Wiener Festwochen[15]

## Auszeichnungen

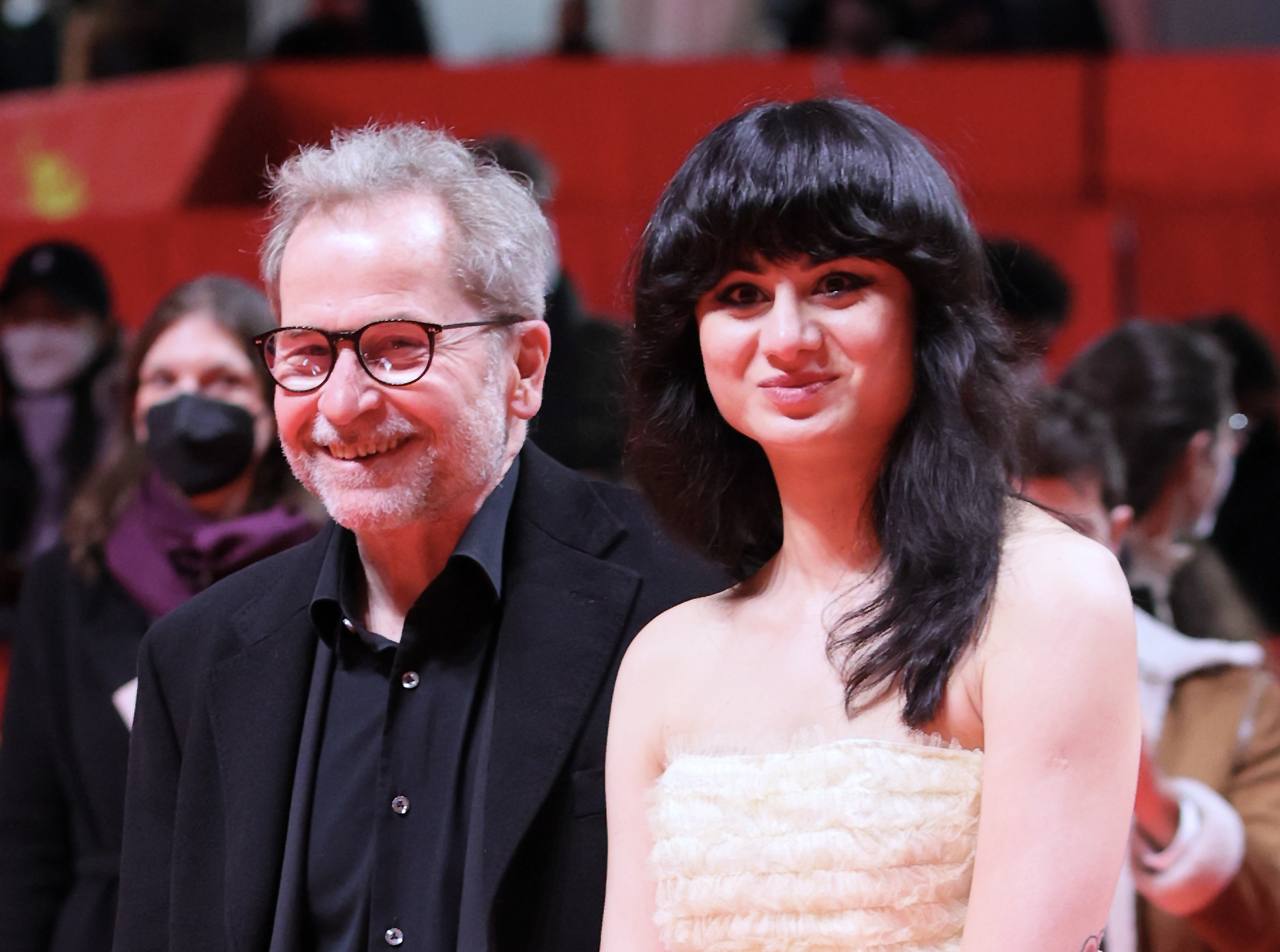
Kurdwin Ayub (re) mit Ulrich Seidl auf der Berlinale 2022

- 2011, 2012: Kurzfilmpreis der Viennale[3]
- 2013: Vienna Independent Shorts Newcomer Filmpreis[3]
- 2016: Preis für die beste Kamera bei der Diagonale 2016 für Paradies! Paradies![3]
- 2016: New Waves – Non-Fiction Award beim Sevilla Festival de Cine Europeo 2016[3]
- 2016: Carte Blanche Nachwuchspreis bei der Duisburger Filmwoche[3]
- 2022: Internationale Filmfestspiele Berlin: GWFF-Preis Bester Erstlingsfilm[16]
- 2022: Wiener Filmpreis für Sonne[17]
- 2024: Spezialpreis der Jury beim Locarno Film Festival für Mond